# Vanguardia (periódico mexicano)
Vanguardia es un periódico mexicano fundado en 1975.

## Historia
En 1975 Armando Castilla Sánchez y un grupo de 50 trabajadores empezaron a elaborar las primeras páginas de Vanguardia que salió a la venta por primera vez en Saltillo el 4 de octubre de ese mismo año. En aquel entonces tenía 18 páginas. Con el paso del tiempo el periódico fue aumentando sus páginas y así sus secciones. Además agregó nuevos suplementos especiales.
En 1996 nació su página de internet Vanguardia En línea.
Los ingresos del periódico provienen de la venta de publicidad tanto en papel como en sus plataformas electrónicas y por medio de su venta en la calle por medio de voceo o suscripción.